# Nuno Teixeira
Nuno Alexandre Pisco Pola Teixeira de Jesus (ur. 13 stycznia 1973 w Funchal) – portugalski adwokat i polityk związany z Maderą, poseł do Parlamentu Europejskiego.

## Życiorys
Uzyskał licencjat z dziedziny prawa na Uniwersytecie w Coimbrze, po czym w latach 1996–2000 praktykował jako adwokat. W 2000 zasiadł jako sekretarz stanu w gabinecie wicepremiera rządu regionalnego Madery. Został członkiem Komitetu Koordynacyjnego REGLEG, a także reprezentantem szefa rządu Madery w Kongresie Władz Lokalnych i Regionalnych Rady Europy. W 2009 został kandydatem Partii Socjaldemokratycznej do Parlamentu Europejskiego. W wyborach z 7 czerwca tego samego uzyskał mandat jako jeden z ośmiu jej przedstawicieli. Przystąpił do grupy Europejskiej Partii Ludowej, a także Komisji Rozwoju Regionalnego.